# Neujahrskonzert der Wiener Philharmoniker 1962
Das Neujahrskonzert der Wiener Philharmoniker 1962 war das 22. Neujahrskonzert der Wiener Philharmoniker und fand am 1. Jänner 1962 im Goldenen Saal des Wiener Musikvereins statt. Dirigiert wurde es zum achten Mal von Willi Boskovsky, der diese Institution 1941 schon als Konzertmeister der Wiener Philharmoniker mit ins Leben gerufen hatte. Es war das vierte Neujahrskonzert, dessen 2. Teil im Fernsehen übertragen wurde, wieder als Eurovisionssendung.

## Besonderheit
Streng genommen war es einerseits das 23. Konzert zum Jahreswechsel – denn zur Jahreswende 1939/40 gab es bereits ein Außerordentliches Konzert der Wiener Philharmoniker, welches allerdings am Silvesterabend 1939 stattfand –, aber erst seit 1946 – seit dem  erstmaligen Dirigat von Josef Krips – trägt das Konzert den Namen Neujahrskonzert der Wiener Philharmoniker: Unter diesem Namen war es das nunmehr 17. mit diesem Titel.
Willi Boskovsky stand, wie bereits seit 1955 auf Grund seiner einstimmigen Wahl durch die Orchestermitglieder als ständiger Dirigent des Neujahrskonzertes am Pult. Willi Boskovsky blieb in Erinnerung, dass er, wenn nicht das gesamte, so doch große Teile des Konzertes, meist die Walzer, mit dem Geigenbogen leitete und, die Violine in die Hüfte gestützt, immer wieder ans Kinn nahm, um einen eigenen Schwung in das Orchester zu übertragen.
1962 wurden erneut, wie erstmals 1961, einzelne Musikstücke mit Ballettaufnahmen unterlegt. Es tanzten Mitglieder des Balletts der Volksoper Wien, die Choreographie übernahm die Ballettmeisterin Dia Luca. Getanzt wurde live nach der originalen Musik, die direkt in Räume des Musikvereins übertragen wurde, wo die Aufnahmen der Balletttänzerinnen und -tänzer stattfanden.
Der zweite Teil des Neujahrskonzertes wurde im Fernsehen als Eurovisionssendung übertragen, die der Österreichische Rundfunk (ORF) und das Schweizer Fernsehen (SF) gemeinsam produzierten. Die Regie übernahm, wie in den folgenden Neujahrskonzerten Hermann Lanske.
Ausgestrahlt wurde es 1962 neben Österreich in Belgien, der Bundesrepublik Deutschland, in Finnland, Frankreich, Großbritannien, Italien, Niederlande, Norwegen, Schweden und der Schweiz. Als Fernsehstation übernahm es neu die in Spanien, Dänemark, das 1961 mit der Übertragung aussetzte, war wieder als Übertragungsland dabei.

## Programm

### 1. Teil
1. Johann Strauss (Sohn): Freuet euch des Lebens (Walzer), op. 340
2. Johann Strauss (Sohn): Im Krapfenwaldl (Polka française), op. 336
3. Joseph Lanner: Die Werber (Walzer), op. 103*
4. Josef Strauss: Brennende Liebe (Polka française), op. 129
5. Josef Strauss: Jokey-Polka (schnell), op. 278
6. Johann Strauss (Sohn): Tausend und eine Nacht (Walzer), op. 346

### 2. Teil
1. Johann Strauss (Sohn): Accelerationen (Walzer), op. 234
2. Josef Strauss: Die Libelle (Polka mazur), op. 204
3. Johann Strauss (Sohn): Rosen aus dem Süden (Walzer), op. 388
4. Johann Strauss (Sohn): Vergnügungszug (Polka schnell), op. 281
5. Johann Strauss (Sohn): Tik-tak (Polka schnell), op. 365*
6. Josef Strauss: Feuerfest (Polka française), op. 269

### Zugaben
1. Johann Strauss (Sohn): Perpetuum mobile (Musikalischer Scherz), op. 257
2. Johann Strauss (Sohn): An der schönen blauen Donau (Walzer), op. 314
3. Johann Strauss (Vater): Radetzky-Marsch, op. 228

Werkliste und Reihenfolge sind der Website der Wiener Philharmoniker entnommen.
 Mit * gekennzeichnete Werke standen erstmals in einem Programm eines Neujahrskonzertes. 